# エルサミトルシン
エルサミトルシン（英：Elsamitrucin）又はエルサマイシンA（英：elsamicin A）は 化学療法に用いられる薬物である。
エルサミトルシンは化学的にチャートロイシン（英：chartreusin）と関連がある。